# Robin van Galen
Robin van Galen, född 20 februari 1972 i Rotterdam, är en nederländsk vattenpolospelare och -tränare. Han var chefstränare för Nederländernas herrlandslag i vattenpolo 2013–2019. Motsvarande position innehade han för det nederländska damlandslaget 2006–2008. Det sistnämnda året tog vattenpolodamerna OS-guld i Peking. Sin aktiva spelarkarriär avslutade van Galen år 2006. Han tränade klubblaget GZC Donk 2008–2010, som också hade varit van Galens sista lag som spelare i elva år från och med 1995.